# Ninon Colneric
Ninon Colneric (née en 1948) est la première femme juge allemande à la Cour européenne de justice (2000-2006),.

## Carrière
Née à Oer-Erkenschwick, elle étudie les sciences juridiques à Tübingen, Munich et Genève. Après une période de recherche universitaire à Londres, elle obtient un doctorat en droit de l'Université Louis-et-Maximilien de Munich. Elle est autorisée par l'Université de Brême à enseigner le droit du travail, la sociologie du droit et le droit social. Elle est professeure par intérim à la faculté de droit des universités de Francfort et de Brême. Elle est juge au tribunal du travail (Arbeitsgericht) Oldenbourg (1986-1989). Elle est présidente du Landesarbeitsgericht Schleswig-Holstein (1989-2000). Elle collabore, en tant qu'experte, au projet du Service européen d'expertise (Union européenne) pour la réforme du droit du travail du Kirghizistan (1994 à 1995). Elle est professeur honoraire à l'Université de Brême en droit du travail, plus précisément en droit du travail européen.
De 2000 à 2006, elle est la première femme juge allemande à la Cour européenne de justice. De 2008 à 2011, elle devient co-doyenne de la faculté de droit Chine-UE, un projet de coopération entre un consortium d'universités européennes et l'université chinoise de sciences politiques et de droit.
Depuis 2018, elle est membre du Whistleblower-Netzwerk e. V., et, depuis 2020, membre du conseil consultatif de l'Institut de droit séculier.